# Campethera
Campethera é um género de aves da família dos pica-paus. 

## Lista de espécies
O género Campethera compreende actualmente 11 espécies:
- Pica-pau-ponteado ou pica-pau-salpicado, Campethera punctuligera
- Pica-pau-de-bennett ou pica-pau-de-garganta-lisa, Campethera bennettii
- Pica-pau-tanzaniano ou pica-pau-de-garganta-malhada, Campethera scriptoricauda
- Pica-pau-da-núbia, Campethera nubica
- Pica-pau-de-cauda-dourada, Campethera abingoni
- Pica-pau-de-mombaça, Campethera mombassica
- Pica-pau-meridional, Campethera notata
- Pica-pau-de-dorso-verde, Campethera cailliautii
- Pica-pau-de-costas-douradas, Campethera maculosa
- Pica-pau-dos-camarões, Campethera tullbergi
- Pica-pau-riscadinho, Campethera taeniolaema